# سیکست‌سنس
سیکست‌سنس یا حس ششم (به انگلیسی: SixthSense) یک سیستم مبتنی بر حرکت رایانه پوشیدنی است که در آزمایشگاه رسانه ام‌آی‌تی توسط استیو من در سال‌های ۱۹۹۴، ۱۹۹۷ (رابط حرکتی سرپوش) و در ۱۹۹۸ (نسخه گردن‌پوش) توسعه یافت و بعداً در سال ۲۰۰۹ توسط پراناو میستری (در آزمایشگاه رسانه ام‌آی‌تی) به‌طور کامل توسعه داده شد. هر دو سخت‌افزار و نرم‌افزار این سیستم توسط هر دو نفر برای نسخه‌های سرپوش و گردن‌پوش طراحی شدند. این سیستم شامل یک آویز سرپوش یا گردن‌پوش است که هم پروژکتور داده و هم دوربین را در خود جای می‌دهد. نسخه‌های سرپوش در سال ۱۹۹۷ در آزمایشگاه رسانه ام‌آی‌تی توسط استیو من ساخته شد که دوربین‌ها و سیستم‌های روشنایی را برای هنر عکاسی تعاملی ترکیب کرده و فناوری‌های تشخیص حرکات را نیز شامل می‌شد.
حس ششم نامی برای اطلاعات اضافی ارائه شده توسط یک رایانه پوشیدنی است، مانند دستگاه‌هایی با نام‌های «آی‌تب» (EyeTap)، «تلپوینتر» (Telepointer) و «جهان خود را بپوش» (Wear yoUr World) که توسط پراناو میستری توسعه یافتند.

## منشأ نام
فناوری حس ششم در سال ۱۹۹۷ به عنوان یک دستگاه سرپوش و در ۱۹۹۸ به عنوان یک دستگاه گردن‌پوش توسعه یافت، اما نام «حس ششم» برای این فناوری تا سال ۲۰۰۱ توسط استیو من ابداع و منتشر نشد.
استیو من این فناوری رایانش پوشیدنی را به‌عنوان «حس مصنوعی سینستزیای حس ششم» توصیف کرد، با این باور که رایانش پوشیدنی و اطلاعات دیجیتال می‌توانند علاوه بر پنج حس سنتی در کنار آن‌ها عمل کنند. ده سال بعد، پتی ماز از آزمایشگاه ام‌آی‌تی، در یک سخنرانی تد از اصطلاح حس ششم در همین زمینه استفاده کرد.
به همین ترتیب، دیگر مخترعان نیز از اصطلاح فناوری حس ششم برای توصیف قابلیت‌های جدیدی استفاده کرده‌اند که حواس پنج‌گانه سنتی انسان را تقویت می‌کنند. به عنوان مثال، در ثبت اختراع ایالات متحده شماره ۹٬۳۷۴٬۳۹۷، تیمو پلات و همکاران، اختراع ارتباطی جدید خود را به‌عنوان ایجاد یک حس اجتماعی و شخصی جدید، یعنی «یک حس ششم استعاری» توصیف می‌کنند که به کاربران این امکان را می‌دهد داستان‌ها و دیگر ویژگی‌ها و اطلاعات افراد اطراف خود را حس و به اشتراک بگذارند.